# Blázinec na koleji
Blázinec na koleji (v originále National Lampoon Presents Dorm Daze) je americká filmová komedie z roku 2003. Režiséry filmu jsou David Hillenbrand a Scott Hillenbrand a hlavní role si zahráli Cameron Richardson, Chris Owen a James DeBello.

## Obsazení
| Tatyana M. Ali       | Claire              |
| Boti Bliss           | Dominique           |
| Gable Carr           | Rachel              |
| Patrick Cavanaugh    | Pete                |
| James DeBello        | Cliff Richards      |
| Marieh Delfino       | Gerri               |
| Tony Denman          | Newmar              |
| Danielle Fishel      | Marla               |
| Courtney Gains       | Lorenzo             |
| Edwin Hodge          | Tony                |
| Paul H. Kim          | Wang                |
| Katie Lohmann        | dream girl          |
| Jennifer Lyons       | Lynne               |
| Marie Noelle Marquis | studentka Dominique |
| Chris Owen           | Booker McFee        |
| Patrick Renna        | Styles McFee        |
| Cameron Richardson   | Adrienne            |
| Randy Spelling       | Foosball            |
| Gregory Hinton       | Ted                 |